# جنبش سوروک سوروکوف
جنبش سوروک سوروکوف (روسی: Движение «Сорок сороков»، ت. «Dvizheniye "Sorok sorokov"» ; DSS) یک جنبش اجتماعی ارتدکس - سنت‌گرای روسی است که در ۱ ژوئن ۲۰۱۳ تأسیس شد. این جنبش توسط آهنگساز آندری کورموخین (برادر خواننده اولگا کورموخینا) و ورزشکار ولادیمیر نوسوف ایجاد شد. فعالیت اصلی آن حفاظت از ساخت کلیساها، راهپیمایی‌های مذهبی و سایر رویدادهای کلیسایی است. اعضای این جنبش با حضور منظم در مراسم مذهبی، نظارت بر امنیت فیزیکی اماکن مقدس، و مقابله با آنچه تهدیدات فرهنگی و اخلاقی تلقی می‌شود، تلاش می‌کنند تا نقش فعالی در حفظ هویت ارتدکس ایفا کنند.

## تاریخچه

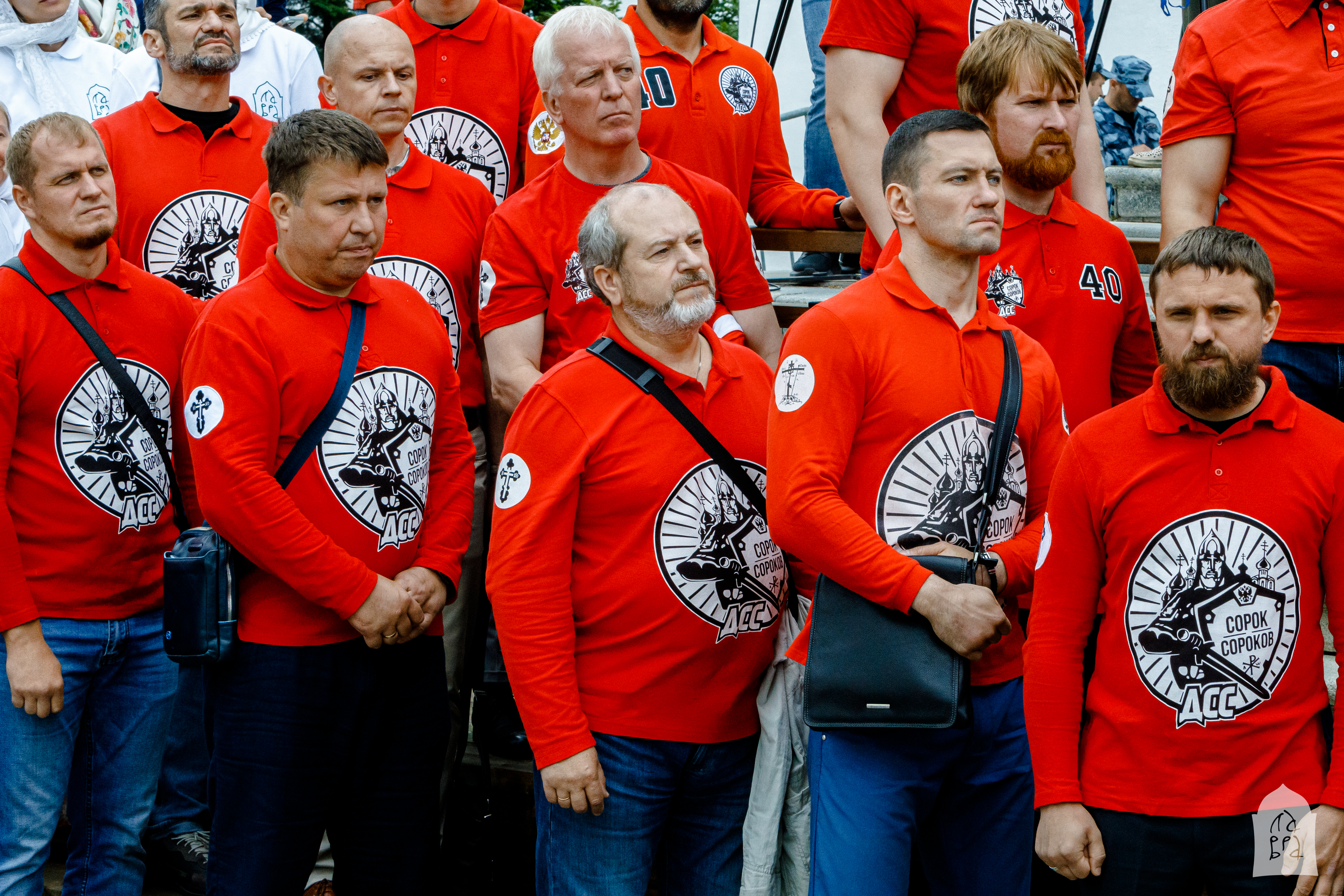
اعضای جنبش در جشن‌هایی به افتخار ششصدمین سالگرد پیدا شدن یادگارهای سنت سرگیوس رادونژ در لاورای ترینیتی-سرگیوس. ۱۸ ژوئیه ۲۰۲۲

در سال ۲۰۱۲، پس از رسوایی و پرونده جنایی گروه پوسی رایوت، تعدادی از چهره‌های شناخته‌شده کلیسا، مانند وسولود چاپلین، علناً از پیشنهاد ایجاد جوخه‌های ارتدکس برای محافظت از اماکن مذهبی در برابر افرادی که «اعمال کفرآمیز انجام می‌دهند» حمایت کردند. این پیشنهاد با واکنش‌های گسترده‌ای در جامعه مدنی و رسانه‌ها مواجه شد، برخی آن را تلاشی برای تقویت نفوذ کلیسا در امور عمومی دانستند، در حالی که دیگران آن را پاسخی به احساس تهدید فرهنگی و مذهبی تلقی کردند. این بحث‌ها زمینه‌ساز شکل‌گیری جنبش‌هایی با گرایش‌های محافظه‌کارانه‌تر شد.
جنبش سوروک سوروکوف در اول ژوئن ۲۰۱۳ توسط آندری کورموخین و دیگر ورزشکاران در زمانی که «با مخالفت برای ساخت کلیساها در مسکو مواجه شدند» ایجاد شد. به گفته کورموخین، همه برنامه ساخت کلیساهای ارتدکس در مسکو را «دوست نداشتند»: «وقتی سازندگان شروع به حمله به سازندگان، سگ‌ها را به سمت آنها فرستادند و به کشیشان توهین کردند، متوجه شدیم که وقت آن رسیده که حرف خود را بزنیم». علاوه بر این، این جنبش به عنوان «پاسخی به کمپین اطلاعاتی سال ۲۰۱۲ علیه کلیسای ارتدکس روسیه و رسوایی گروه پوسی رایوت» ایجاد شد. در آن برهه از زمان، این جنبش خود را در درجه اول مدافع ساخت معابد جدید در چارچوب برنامه «۲۰۰ کلیسا» ی کلیسای ارتدکس روسیه می‌دانست، اما به این محدود نمی‌شد.
به‌طور خاص، اعضای این جنبش، «هدیه مغان» را در مسکو، سن پترزبورگ، ولگوگراد و کیف همراهی کردند. سفر به کیف در اوج یورومیدان، از ۲۴ تا ۳۰ ژانویه ۲۰۱۴ انجام شد. این سفر به ویژه خاطره‌انگیز بود: برخلاف مسکو، که دو هزار پلیس از حرم و زائران محافظت می‌کردند، در کیف مقامات تنها ۲۵ پلیس را مأمور کردند. ایگور گیرکین، که در آن زمان کمتر شناخته شده بود، نیز به همراه اعضای جنبش در حفاظت از حرم شرکت کرد.

## تحلیل
رومن لونکین، محقق مذهبی، ظهور جنبش سوروک سوروکوف را رویدادی درخشان در زندگی عمومی روسیه می‌داند. به گفته وی، این جنبش «دفاع از ارزش‌های کتاب مقدس را با انتقاد از لیبرالیسم و نظریه‌های توطئه ضد غربی ترکیب می‌کند». علاوه بر این، او خاطرنشان می‌کند که برخلاف برخی دیگر از جنبش‌های کوچک‌تر (مانند اراده خدا، اتحادیه شهروندان ارتدکس)، به «یک نیروی اجتماعی دموکراتیک واقعاً کارآمد»، «مظهری از فعالیت مدنی، دموکراسی مردمی» تبدیل شده است و معتقد است که دیگر «جنبش‌های اجتماعی-سیاسی مذهبی در روسیه» مشابه دیگری وجود ندارد.